# Bollbuddleja
Bollbuddleja (Buddleja globosa) är en art i familjen flenörtsväxter från centrala Peru, västra Argentina och Chile.

## Synonymer
- Buddleja capitata Jacq.
- Buddleja connata Ruiz & Pav.
- Buddleja globifera Duhamel